# Hugo Moraga
Hugo Moraga (* 3. Juli 1952 in Santiago de Chile) ist ein chilenischer Cantautor und Gitarrist.
Moraga begann ein Architekturstudium, bevor er sich der Musik zuwandte. Er gehörte in den 1970er Jahren zu den Vertretern des Canto nuevo, die in Opposition zum Regime des Diktators Augusto Pinochet standen. Später entfernte er sich vom politischen Protestsong und nahm in seine Musik Elemente des Bossa Nova, des Funk, Rock und Jazz auf. Sein erstes Album Canciones del sur de mí nahm er 1978 auf. Als weitere wichtige Alben gelten Lo primitivo (1980), Miércoles, ciudad mágica (1982), Niño de guerra (1984), Evidencias 1984-1977 (1998), Estelas del destino (2002) und Guitarra continuo (2006). Von 2006 bis 2009 lebte er in Paris. Auch sein Sohn Cristian Moraga ist als Musiker aktiv.